# Адмир Мешић
Адмир Мешић (Градишка, 30. јула 1977) позоришни и филмски је глумац из Босне и Херцеговине.
Основну и средњу  машинско-техничку школу завршио је у Градишки. Члан аматерског позоришта „Анастасја“ у Градишки био је у периоду 1997 - 1999. У септембру 1999. уписује Академију сценских умјетности у Сарајеву.  Дипломирао је јула 2005. са оцјеном 9.00, у класи проф. Изудина Бајровића. Добитник је Повеље Универзитета у Сарајеву, као најбољи студент АСУ и један од 23 најбоља студента Универзитета Сарајево.
Као студент похађао је театарске радионице у Мостару у организацији Центра за драмски одгој БиХ и Мостарског театра младих.
Важније представе у којима је глумио су: „Конкурс“, „Тетоважа“, „Самоубице“, „Буба у уха“, „Даме бирају“, "Отело", „Луда лова“, „Гроздана на зрну бибера“, „Не играј на Енглезе“ итд.
Од 2005. хонорарни је сарадник БХТ-а на дјечијем квизу „Училица“, гдје је сам био водитељ, а био је и хонорарни сарадник и редакцији Јутарњег програма БХТ-а као водитељ емисије „Добро јутро“(2006), те хонорарни сарадник на телевизији Хајат као глумац на музичко забавној емисији „Хајат клуб“ (2007).
Остварио је епизодне улоге у серијама „Виза за будућност“ и „Црна хроника“. Играо је главну улогу у кратком играном филму „Непријатељи“, редитеља Мирзе Пашића (2005). Филм је премијерно приказан на БХТ-у, у емисији „Таленти“, те епизодну улогу у кратком играном филму „Ниси сам“, редитеља Срђана Родића (2008). Глумио је усташког официра у документарно-играном филму “Прота Душан Суботић”.
Током 2006/2007. радио као новинар сарадник у редакцији за културу Федералног радија, гдје је уређивао и водио емисију „Култура умјетност“.
Од 2012. изабран на функцију Извршног директора Градског позоришта Градишка.